# Berufsfachschule für Musik des Bezirks Schwaben
Die Berufsfachschule für Musik des Bezirks Schwaben ist ein berufliches Musikausbildungsinstitut mit Sitz in Krumbach (Schwaben).

## Ausbildungsgänge und Abschlüsse
- Fachrichtung Klassik (klassische Instrumente und Gesang)
- Fachrichtung Kirchenmusik kath. mit C-Prüfung
- Fachrichtung Rock-Pop-Jazz
- Fachrichtung Musical
- Ensembleleitung/Chorleitung mit Hauptfach Gesang (staatl. gepr.)
- Ensembleleitung/Chorleitung in der Laienmusik / in der Popularmusik (Rock-Pop-Jazz)n (staatl. gepr.)
- erste Ausbildungsstufe zum Fachlehrer für Musik in Grund-, Haupt-, Förder- und Realschulen (in Verbindung mit weiterführendem Studium am „Staatsinstitut für die Ausbildung von Fachlehrern“)
- Instrumentallehrerausbildung mit staatl. pädagogischer Prüfung, die zum Unterrichten an Musikschulen befähigt
- Studienvorbereitung (Fachakademie, Hochschule für Musik)
- Mittlerer Bildungsabschluss

## Geschichte

### Geschichte der Schule
Seit dem Jahr 1977 gibt es in Bayern die Berufsfachschulen für Musik. Die Gründung der Musikfachschulen in Bayern vollzog sich vor dem Hintergrund eines großen Aufschwungs der Laienmusik in den vergangenen Jahrzehnten. Daraus erwuchs die Notwendigkeit, qualifizierte Ensembleleiter und Chorleiter auszubilden. In jedem bayerischen Regierungsbezirk wurde eine Berufsfachschule für Musik gegründet, 1983 die für Schwaben in Krumbach.
Seit 2025 bietet die Schule, als eine von nur drei Berufsfachschulen Deutschlands, die Fachrichtung Musical an.

### Geschichte des Gebäudes
Das Gebäude wurde 1871 für das Fernsemer'sche Höhere Töchterinstitut erbaut, das 15 Jahre zuvor von Balthasar Fernsemer (1814–1889) und seiner Frau in Hürben gegründet wurde. Die Größe des Gebäudes kommt daher, dass die Einrichtung ein Internat war. Das Institut stand Mädchen verschiedener Konfessionen offen, was zu dieser Zeit ungewöhnlich war. Die Ausbildung war beliebt, da die Mädchen aufgrund der vermittelten breiten Bildung – unter anderem in Literatur, Musik, Englisch, Französisch, Hauswirtschaft und auch eher ungewöhnlichen Fächern wie Hygiene oder Gymnastik – gute Heirats- und Aufstiegschancen bekamen.
Ab 1902, als das Institut von den Maria-Ward-Schwestern aus Augsburg übernommen wurde, war es bis zur Auflösung 1968 ein sogenanntes Englisches Institut, in dem Mädchen den Mittleren Schulabschluss machen konnten.

## Sonstiges
Die kleine, heute öffentliche Parkanlage, die sich östlich an das Gebäude anschließt, gehörte früher zu dem Mädcheninternat. Deshalb wird der Park im Volksmund auch heute noch Instituts-Park oder auch Inschti-Park genannt.